# Локомотиви БДЖ серия 46.00
Локомотивите серия 46.00 са най-мощните парни локомотиви в България, най-големи тендерни машини в Европа, първите и единствени в България с две безребордни колооси. Доставени са на два пъти, като основната разлика между доставките е типът на парната машина. Независимо от това те имат почти еднакви тракционни възможности и експлоатационни показатели. Локомотивите са предназначени основно за возене на тежки въглищни товарни влакове между Перник и София, за замяна на серия 45.00. След 1964 г. са приведени на смесено мазутно-въглищно горене
Локомотивите са с монтирана двустъпална въздушна помпа и с автоматична и допълнителна въздушна спирачка. Ръчната спирачка действа на всички сцепни колооси. Спирателни са всички колооси, с изключение на предната свободна колоос. Поради симетричността на ходовата си част локомотивът е в състояние да се движи и на преден и заден ход с конструктивната си скорост.
Изпълняват първоначалното си предназначение до 1968 г. След навлизането на дизелова и електрическа тяга остават в резерв, а на 21 август 1975 г. са бракувани всички заедно. За музейната колекция са запазени 46.03 от локомотивите система „Цвилинг“ (на тази машина е служил като огняр Никола Вапцаров) и 46.13 от система „Дрилинг“.

## Експлоатационни и фабрични данни за локомотивите серия 46.00[2]
| Експлоатационен номер | Експлоатационен номер | Фабрика                | фабр. №/ година | Бележки                         |
| от 1931 г.            | от 1936 г.            | Фабрика                | фабр. №/ година | Бележки                         |
| --------------------- | --------------------- | ---------------------- | --------------- | ------------------------------- |
| 4.501                 | 46.01                 | H. Cegielski - Poznan  | 201/1931        | Бракувани 1975 г.               |
| 4.502                 | 46.02                 | H. Cegielski - Poznan  | 202/1931        | Бракувани 1975 г.               |
| 4.503                 | 46.03                 | H. Cegielski - Poznan  | 203/1931        | Бракуван 1975 г. Музеен 1979 г. |
| 4.504                 | 46.04                 | H. Cegielski - Poznan  | 204/1931        | Бракувани 1975 г.               |
| 4.505                 | 46.05                 | H. Cegielski - Poznan  | 205/1931        | Бракувани 1975 г.               |
| 4.506                 | 46.06                 | H. Cegielski - Poznan  | 206/1931        | Бракувани 1975 г.               |
| 4.507                 | 46.07                 | H. Cegielski - Poznan  | 207/1931        | Бракувани 1975 г.               |
| 4.508                 | 46.08                 | H. Cegielski - Poznan  | 208/1931        | Бракувани 1975 г.               |
| 4.509                 | 46.09                 | H. Cegielski - Poznan  | 209/1931        | Бракувани 1975 г.               |
| 4.510                 | 46.10                 | H. Cegielski - Poznan  | 210/1931        | Бракувани 1975 г.               |
| 4.511                 | 46.11                 | H. Cegielski - Poznan  | 211/1931        | Бракувани 1975 г.               |
| 4.512                 | 46.12                 | H. Cegielski - Poznan  | 212/1931        | Бракувани 1975 г.               |
| -                     | 46.13                 | Schwartzkopff – Berlin | 11794/1943      | Бракуван 1975 г. Музеен 1979 г. |
| -                     | 46.14                 | Schwartzkopff – Berlin | 11795/1943      | Бракувани 1975 г.               |
| -                     | 46.15                 | Schwartzkopff – Berlin | 11796/1943      | Бракувани 1975 г.               |
| -                     | 46.16                 | Schwartzkopff – Berlin | 11797/1943      | Бракувани 1975 г.               |
| -                     | 46.17                 | Schwartzkopff – Berlin | 11798/1943      | Бракувани 1975 г.               |
| -                     | 46.18                 | Schwartzkopff – Berlin | 11799/1943      | Бракувани 1975 г.               |
| -                     | 46.19                 | Schwartzkopff – Berlin | 11800/1943      | Бракувани 1975 г.               |
| -                     | 46.20                 | Schwartzkopff – Berlin | 11801/1943      | Бракувани 1975 г.               |